# Вивдыченко, Иван Иванович
Иван Иванович Вивдыченко (1907, Ахтырка — 1973, Киев) — украинский советский деятель. Депутат Верховного Совета УССР 2—7-го созывов. Член ЦК КПУ в 1956-1971 годах.

## Биография
Родился 26 сентября 1907 года[по какому календарю?] в Ахтырке. В 1925 году окончил индустриальную профшколу и начал трудовую деятельность рабочим Днепропетровского завода имени Г. И. Петровского. С 1926 года работал слесарем на электростанции, трактористом детской трудовой колонии Наркомпроса Украинской ССР в городе Ахтырке и механиком сумского завода «Электрохлеб». В 1933 году без отрыва от производства окончил Сумской машиностроительный институт и стал работать начальником цеха Сумского машиностроительного завода имени М. В. Фрунзе.
С 1935 года - ректор Сумского филиала Харьковского института повышения квалификации инженерно-технических работников. С 1937 года — инструктор промышленно-транспортного отдела ЦК КП(б) Украины. С 1939 года — заведующий сектором, заместитель заведующего отделом кадров ЦК КП(б) Украины. С 1938 по 1971 годы - депутат Верховного Совета УССР.
С мая 1941 года — секретарь по машиностроительной промышленности и заведующий отделом машиностроительной промышленности ЦК КП(б) Украины.
Участник Великой Отечественной войны. С 1941 года уполномоченный Военных Советов Юго-Западного, Сталинградского и Донского фронтов.
С 1943 по 1944 год — заместитель секретаря ЦК КП(б) Украины по машиностроительной промышленности. С 1944 года — 1-й заместитель заведующего отделом, 1-й заместитель начальника Управления кадров ЦК КП(б)У. С 1948 по 1950 годы — инспектор ЦК КП(б)У.
С 1950 по 1954 годы работал Управляющим делами Совета Министров УССР. С 1954 по 1968 годы — заведующий отделом организационно-партийной работы ЦК Компартии Украины. С 21 января 1956 года по 17 марта 1971 года — член ЦК Компартии Украины.
С 1968 года — на пенсии. Умер 13 июля 1973 года. Похоронен в Киеве на Байковом кладбище.

## Награды
Награжден:
- орденами Ленина, Трудового Красного Знамени (9.07.1966), «Знак Почета», Отечественной войны I степени;
- медалями «За оборону Сталинграда», «За победу над Германией в Великой Отечественной войне 1941 — 1945 гг.», «За доблестный труд в Великой Отечественной войне 1941 — 1945 гг.», «Партизану Отечественной войны» I степени, «За трудовую доблесть»;
- Почетной грамотой Президиума Верховного Совета УССР.